# Megaleporinus
Megaleporinus es un género de peces characiformes de agua dulce de la familia de los anostómidos. Sus 10 especies habitan en aguas templado-cálidas y cálidas de las grandes cuencas hídricas de América del Sur y son denominadas comúnmente bogas.

## Taxonomía
Descripción original
Este género fue descrito originalmente en el año 2016 por los ictiólogos Jorge L. Ramírez, José Luis Olivan Birindelli y Pedro M. Galetti Jr..
Relaciones filogenéticas
Megaleporinus fue creado para contener un conjunto de especies que estaban ubicadas en el género Leporinus, más una que era incluida en el género Hypomasticus.
Mediante un análisis filogenético, basado en tres genes nucleares y dos mitocondriales, se demostró un buen apoyo para la monofilia de Megaleporinus, siendo el grupo hermano de Abramites.
Características diagnósticas
Es posible identificar a Megaleporinus gracias a que posee una combinación exclusiva de rasgos: 3 dientes unicúspides tanto en el hueso premaxilar como en el hueso dentario y un patrón cromático en el cual sobre un fondo de color gris a plateado se disponen en la parte medial de su costado entre una y 4 manchas oscuras.

### Subdivisión
Este género se subdivide en 11 especies ya descritas, habiendo otras 4 especies crípticas detectadas pero aún sin describir formalmente.
- Megaleporinus gaiero Birindelli, Britski & Ramirez, 2020[2]

Especies de Megaleporinus que estaban ubicadas en el género Leporinus
- Megaleporinus brinco (Birindelli, Britski & Garavello, 2013)[3]
- Megaleporinus conirostris (Steindachner, 1875)
- Megaleporinus elongatus (Valenciennes, 1850)
- Megaleporinus macrocephalus (Garavello & Britski, 1988)
- Megaleporinus muyscorum (Steindachner, 1900)
- Megaleporinus obtusidens (Valenciennes, 1837)
- Megaleporinus piavussu (Britski, Birindelli & Garavello, 2012)[4]
- Megaleporinus reinhardti (Lütken, 1875)
- Megaleporinus trifasciatus (Steindachner, 1876)

Especies de Megaleporinus que estaban ubicadas en el género Hypomasticus
- Megaleporinus garmani (Géry, 1999)

## Distribución
Las especies de este género se distribuyen en biotopos de aguas tremplado-cálidas y tropicales en todas las principales cuencas hidrográficas del subcontinente sudamericano, desde las cuencas  de los ríos Magdalena y Atrato en Colombia, en la cuenca del Orinoco en Venezuela, en toda la cuenca del Amazonas en Ecuador, Perú, Bolivia y Brasil, en la cuenca del río São Francisco y, hacia el sur, en gran parte de la cuenca del Plata, en Paraguay, Uruguay y norte de la Argentina, alcanzando la mayor latitud en el tramo superior del Río de la Plata.